# 原子層エッチング
原子層エッチング（げんしそうエッチング、Atomic Layer Etching：アトミックレイヤーエッチング、略称ALEもしくはALEt）とは、ウエハの最表面原子層にのみ作用する化学修飾工程と、化学修飾された部分のみを除去するエッチング工程を交互に繰り返すことによって、原子層単位でのエッチングを行う半導体製造工程における技術である。なお、略称にALEtと使われることがあるのは、ALD発展初期の名称がAtomic Layer Epitaxy、略称ALEであり、混同を避けるためである。
ナノスケールデバイスの製造において、目的とする微細なパターンを形成する技術は非常に重要である。加えて、被エッチング膜（除去される膜）はエッチングでき、エッチングされないことが目的上好ましい膜はエッチングされないことが好ましい。ALEは、原子レベルの精密なエッチング制御性と、エッチング選択比を満足する技術として期待されている。
シリコンウエハに行うエッチングの標準的な例では、塩素との反応とアルゴンイオンでのエッチングを交互に行う。
これは、反応性イオンエッチングより制御性が高いプロセスであるが、量産化検討に当たっては、スループットの問題がある。精密なガスのハンドリングが必要であり、1秒当たりの1原子層のエッチングレートは2014年現在において高速化が試みられている最中である。
成膜工程において対応するプロセスとして原子層堆積 (ALD)がある。ALDは実質的により成熟したプロセスで、2007年からインテルがhigh-k誘電体層成膜に使用しており、フィンランドでは1985年から薄膜電界発光デバイスの製造に用いられている。